# Camí del Mas de Condó
El Camí del Mas de Condó és un camí del terme de Castell de Mur, en terres del Meüll, de l'antic terme de Mur, al Pallars Jussà.
Arrenca del Mas de l'Hereu, des d'on, fent constants revolts, s'adreça al nord. Coincideix un breu tram amb el Camí del Meüll.

## Etimologia
Pren el nom del Mas de Condó, que és on mena.